# Tournai-i Simon
Tourna-i Simon (latinul: Simon Tornacensis, franciául: Simon de Tournai), (Tournai, 1130 körül – ?, 1201) középkori francia teológus. Egyetlen műve, a Summa theologia  maradt fenn. Műveltségét mutatja, hogy ismerte Arisztotelész Fizikáját.